# Municipio de Shawnee (Illinois)
El municipio de Shawnee (en inglés: Shawnee Township) es un municipio ubicado en el condado de Gallatin en el estado estadounidense de Illinois. En el año 2010 tenía una población de 230 habitantes y una densidad poblacional de 3,66 personas por km².

## Geografía
El municipio de Shawnee se encuentra ubicado en las coordenadas 37°44′16″N 88°6′33″O / 37.73778, -88.10917. Según la Oficina del Censo de los Estados Unidos, el municipio tiene una superficie total de 62.78 km², de la cual 60,79 km² corresponden a tierra firme y (3,17 %) 1,99 km² es agua.

## Demografía
Según el censo de 2010, había 230 personas residiendo en el municipio de Shawnee. La densidad de población era de 3,66 hab./km². De los 230 habitantes, el municipio de Shawnee estaba compuesto por el 98,26 % blancos, el 0,43 % eran afroamericanos, el 0,87 % eran amerindios y el 0,43 % eran de una mezcla de razas. Del total de la población el 0,43 % eran hispanos o latinos de cualquier raza.